# Nuša Šenk
Nuša Šenk, slovenska manekenka, * 3. september 1981, Kranj.
Odraščala je v Kranju. Kot model je začela delati po končani osnovni šoli. Manekensko kariero je vodila njena mama.
Delala je za znamke Anteprima, DKNY, Emporio Armani, Giorgio Armani, Levi's, Women's Secret,  Ermenegildo Zegna, Marc O'Polo, Swarovski, Air France, KOOKAi, René Lazard, Anteprima, Hudson Jeans in mnoge druge.  Pojavila se v italjanski in nemški reviji Vogue.
Leta 2010 je vodila resničnostno oddajo Slovenski top model na TV3. Imela je vlogo v filmu Čefurji raus (2013).

## Nagrade in priznanja
- Femme fatale Slovenije 2009 - nominacija[10]
- Manekenka leta 2003 - nagrade TREND 2003